# Обчине (Требнє)
Обчине (словен. Občine) — поселення в общині Требнє, регіон Південно-Східна Словенія, Словенія.